# Мантейфель, Эдвин Карл Рохус фон
Эдвин Карл Рохус фон Мантейфель (нем. Karl Rochus Edwin Freiherr von Manteuffel; 24 февраля 1809, Дрезден — 17 июня 1885, Карлсбад) — барон, прусский и германский военачальник, генерал-фельдмаршал.

## Биография

### Молодые годы
Выходец из старинного аристократического рода, члены которого, в том числе и отец Мантейфеля, занимали высокие военные и государственные посты. Зачислен в прусскую армию в 1827 году в чине драгунского лейтенанта. Благодаря родственным связям, служил в Берлине, в 1834—1836 годах учился в Военной академии, ранее посещал лекции в Берлинском университете Фридриха-Вильгельма. По окончании академии назначен адъютантом к губернатору Берлина генерал-фельдмаршалу Карлу фон Мюффлингу, а затем, в 1843 году, к принцу Альбрехту. Вместе с принцем в составе военной миссии ездил в Санкт-Петербург, где был представлен императору Николаю I, познакомился с наследником престола великим князем Александром Николаевичем и обзавёлся большими связями при русском дворе. Впоследствии это сыграло важную роль в судьбе Мантейфеля.

### Стремительная карьера
Назначения Мантейфеля к высшим генералам дали ему возможность сделать стремительную карьеру, и он эту возможность не упустил. Во время революции 1848—1849 годов в Германии, когда король и двор пребывали в полной растерянности, Мантейфель сохранил хладнокровие и выступил за решительные действия против восставших, вплоть до применения артиллерии. После подавления революции «за отличия» назначен флигель-адъютантом к королю Пруссии Фридриху Вильгельму IV. С 1854 года командовал 5-м уланским полком, затем — командир 3-й кавалерийской бригады. В 1856 году направлялся для участия в переговорах в Вену и в Санкт-Петербург, в последнем встречался с уже ставшим императором Александром II.
С 1857 года был руководителем прусского военного кабинета — постоянно действующего органа при короле, решавшем важнейшие военно-политические вопросы и традиционно обладающего большим влиянием в Пруссии. Тогда же был произведён в генерал-майоры. Мантейфель в те годы был известен также как руководитель военного офицерского кружка, проповедующего крайне консервативные взгляды. Отстаивал принцип кастовости в формировании офицерского корпуса, категорически выступал против допуска на офицерские должности выходцев из всех иных сословий, невзирая на заслуги и способности. В те годы многие в Пруссии полагали, что Мантейфель оказывает крайне реакционное влияние на короля и его ближайшее окружение, подобные заявления в 1860 году стали причиной дуэли Мантейфеля с одним из видных прусских либералов. Мантейфель ранил своего соперника, за что был подвергнут заключению в крепость в качестве дисциплинарного наказания. Впрочем, его авторитет при дворе после этого случая только возрос.

### Войны с Данией и Австрией
В 1864 году генерал-лейтенант Мантейфель принял участие в войне с Данией. После подписания мира с 1865 года — главнокомандующий прусскими войсками в Шлезвиг-Гольштейне и губернатор Шлезвига. В 1866 году участвовал в военном совете в Берлине, на котором высказался за скорейшее начало войны с Австрийской империей.
После объявления войны с Австрией в июне 1866 года возглавил сформированный на базе прусских войск в Шлезвиге отдельный отряд численностью в 15 тысяч человек. Во главе его начал решительное наступление на юг. Отбросив слабый австрийский корпус, занял Гольштейн, затем вторгся в Ганноверское королевство. Преследуя отступавшую ганноверскую армию, нанёс ей поражение при Лангензальце и 29 июня 1866 года вынудил её к капитуляции. Затем соединился с прусской Майнской армией и в июле 1866 года участвовал во вторжении в Королевство Бавария. Слабые баварские войска также потерпели ряд поражений (у Киссингена, Ашаффенбурга, Куабербишофсгейма) и к моменту подписания мирного договора 23 августа 1866 года были вытеснены из северной Баварии.
Сразу после войны Мантейфель посетил с ответственной миссией Российскую империю, где по поручению Бисмарка провёл важные переговоры с императором Александром II и канцлером Александром Горчаковым. Целью переговоров было получение согласия России на территориальные изменения по результатам войны и признание ею нового баланса сил в центральной Европе. Данная миссия была выполнена им вполне успешно.
Затем Мантейфель получил назначение на должность командира 9-го армейского корпуса в Шлезвиг-Гольштейне, но счёл себя оскорблённым этим предложением: по сути корпус представлял собой тот же самый, только несколько увеличенный отряд, с которым он начал войну. Между тем после успешных действий в войне и удачной дипломатической миссии Мантейфель требовал более высокого назначения. В знак протеста в 1867 году он вышел в отставку. Однако в следующем году ему было предложено командование 1-м армейским корпусом в Кёнигсберге. Этот корпус считался элитным и наиболее боеспособным соединением прусской армии, поэтому Мантейфель принял новое предложение и вернулся на службу.

### Франко-прусская война
С началом франко-прусской войны корпус Мантейфеля был переброшен на фронт и принимал участие в боевых действиях в составе 1-й прусской армии, активно действуя в Лотарингии. Участвовал в ряде успешных для пруссаков сражений и в осаде Меца. После капитуляции в Меце французской армии маршала Базена Мантейфель в октябре 1870 года назначен командующим 1-й армией вместо К. Штейнмеца, и ему было поручено наступление на севере Франции. Продвигаясь к Ла-Маншу, в ноябре-декабре 1870 года армия Мантейфеля разбила в трёх сражениях французскую Северную армию генерала Федерба, спешно сформированную Правительством национальной обороны и заняла Амьен и Руан.
С января 1871 года — командующий прусской Южной армией. На этом посту он сумел сорвать наступление 90-тысячной французской Восточной армии во главе с Кленшаном на Бельфор, затем отрезал её от французской территории и вынудил перейти границу со Швейцарией, где французы были интернированы.

### Высшие должности
По окончании войны Мантейфель был назначен командующим оккупационной армией во Франции. 19 сентября 1873 года он был произведён в генерал-фельдмаршалы Германской империи. С 1873 года находился в Берлине, играл большую роль при Бисмарке и Мольтке. В 1876 и 1878 годах вновь выполнял дипломатические поручения в России, причем был удостоен высоких почестей от императора Александра II, назначен шефом 4-го драгунского Екатеринославского полка русской армии. С июня 1879 года до конца жизни — генерал-губернатор Эльзас-Лотарингии.
Скончался во время лечения на курорте Карлсбад в Австро-Венгрии.

## Награды
Награждён высшими орденами Пруссии и Германии: Pour le Mérite (1866), Орден Чёрного Орла (1871), Большой крест Железного креста (1871). Александр II наградил Мантейфеля орденом Святого апостола Андрея Первозванного и орденом Святого Георгия III степени (за отличие в войну с французами, 27.12.1870). Кавалер многих иностранных наград.
В ряде источников упоминается, что Мантейфелю был пожалован также чин генерал-фельдмаршала русской армии, но действительности это не соответствует.